# Micrasterina
Sous-ordre
Les Micrasterina sont un sous-ordre d'oursins dits « irréguliers », de l'embranchement des échinodermes et de l'ordre des Spatangoida.

## Morphologie

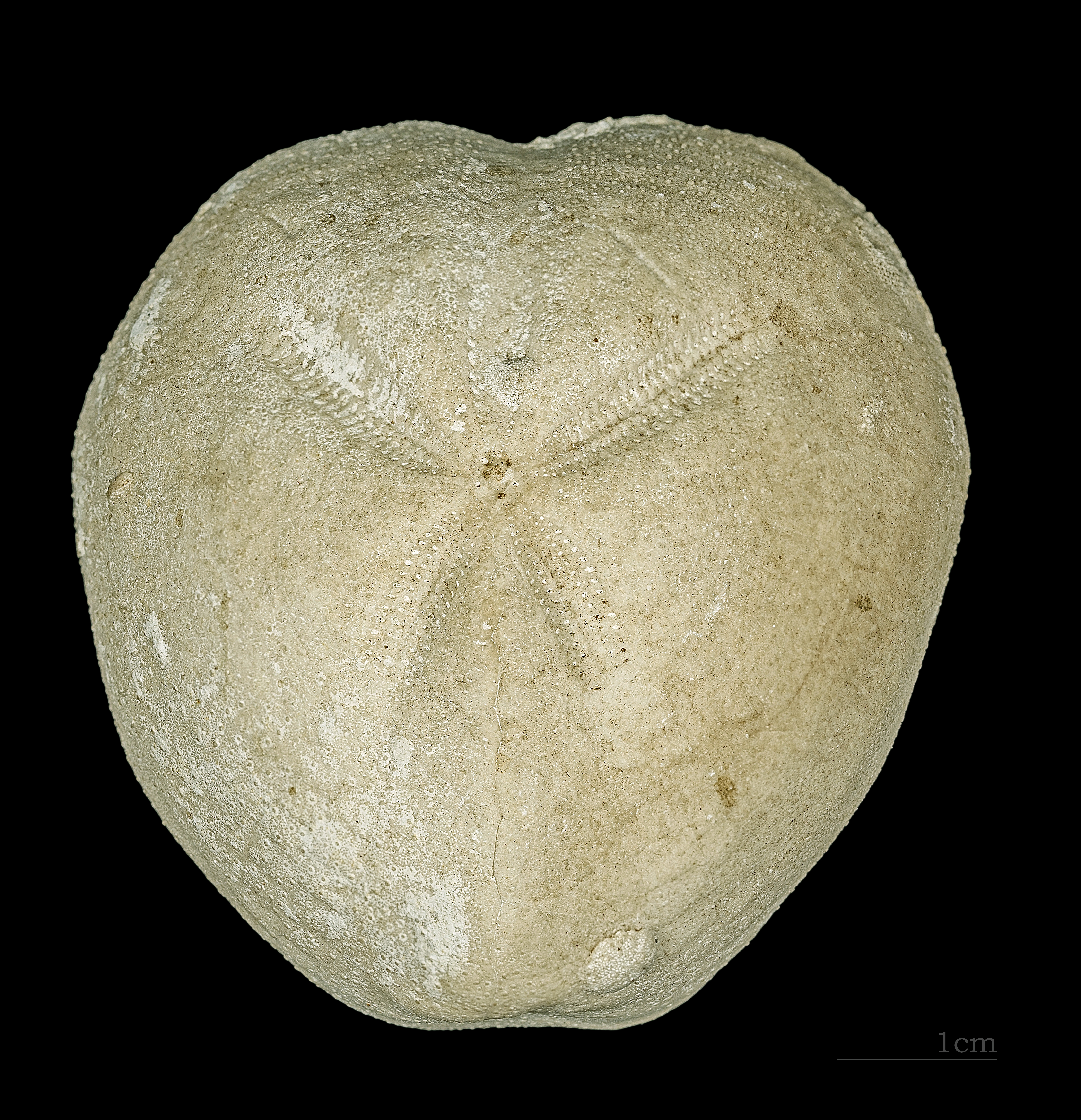
Micraster decipiens MHNT.

Les Micrasterina sont des spatangoïdes (« patates de mer » ou « oursins-cœur ») au corps ovoïde ; leur face aborale est convexe et leur face orale plane. Les piquants sont souvent longs et de morphologie très variée en fonction de leurs localisation sur le corps (et parfois presque absents).

## Milieu de vie
Ils vivent pour la plupart enfouis dans les sédiments et certains comme Echinocardium cordatum construisent des terriers. La profondeur et la structure du terrier varient selon les espèces. La paroi du terrier est consolidée grâce au mucus sécrété par des piquants spécialisés (clavules) et au damage de la paroi par l'ensemble des piquants corporels.

## Alimentation
Ces échinodermes font partie des Atelostomata, ils s'alimentent en ingérant de manière massive le sédiment dont ils exploitent la portion organique (le biofilm : algues, bactéries…). Des podia péribuccaux digités (« phyllopodes ») prélèvent les sédiments situés face à l'animal et les acheminent vers la bouche. Chez les espèces vivant dans un terrier, les sédiments de surface et donc plus riches en matière organique, sont acheminés jusqu'au fond du terrier par le biais de la cheminée respiratoire et de la gouttière ambulacraire antérieure.

## Courant respiratoire
L'animal génère un courant d'eau à la surface de son corps, courant dont le rôle majeur est respiratoire. Le courant est créé par la ciliature des clavules (piquants à la fois glandulaires et ciliés) groupés en bandes étroites (fasciole) dont les tracés occupent des régions apicales, ambitales ou postérieur du corps de l'oursin.
L'eau circule de la surface des sédiments vers l'oursin en empruntant la cheminée respiratoire chez les échinides qui forment un terrier ou en percolant entre les grains de sable chez les autres. Les courants sont centrifuges sur la face aborale ; là ils circulent plus particulièrement le long des ambulacres latéraux (antérieurs et postérieurs) qui abritent les podions respiratoires. Sur la face orale, les courants sont pour partie centripètes et pour l'autre dirigés postérieurement.

## Liste des familles
| Selon World Register of Marine Species (12 septembre 2013) : - - famille Aeropsidae (Lambert, 1896) -- 2 espèces actuelles - famille Micrasteridae (Lambert, 1920a) -- 3 espèces actuelles - famille Ovulasteridae (Lambert, 1896) † - famille Plesiasteridae (Lambert, 1920a) † | Selon ITIS (12 septembre 2013) : - - famille Brissidae (Gray, 1855) - famille Loveniidae (Lambert, 1905) - famille Spatangidae (Gray, 1825) |

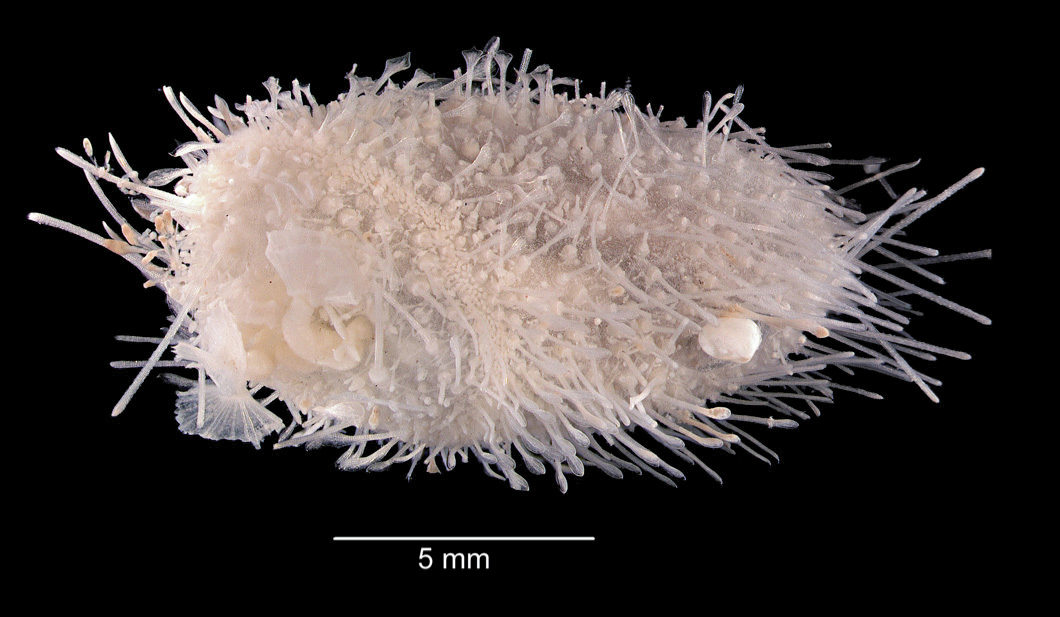
Aeropsis rostrata (Aeropsidae)
Cyclaster recens (Micrasteridae)